# Resolução 2235 do Conselho de Segurança das Nações Unidas
A Resolução 2235 do Conselho de Segurança das Nações Unidas, aprovada por unanimidade em 7 de agosto de 2015, determina a criação de um mecanismo de investigação conjunta para identificar os indivíduos, entidades, grupos ou governos responsáveis pela utilização de armas químicas na Guerra Civil Síria.